# Theory of a Deadman (album)
Theory of a Deadman – album grupy Theory of a Deadman wydany w roku 2002 (zob. 2002 w muzyce).

## Opis albumu
Debiutancki album kanadyjskiej grupy rockowej Theory of a Deadman, wydany w roku 2002 nakładem wytwórni Roadrunner Records. Producentem albumu został wokalista grupy Nickelback, Chad Kroeger, oraz Joe Moi. Album promowany był przez cztery single, z czego dwa "Nothing Could Come Between Us", oraz "Make Up Your Mind" stały się pierwszymi przebojami zespołu. Pierwszy z utworów dotarł do 8 pozycji na amerykańskiej liście Mainstream Rock Tracks, oraz do drugiej pozycji na liście Canadian Hot 100. Prace nad krążkiem trwały od lipca 2001 roku, do maja 2002 roku. Album nagrywany był w studiu "Green House Studios" w Vancouver. Na płytę trafiło 10 premierowych utworów, oraz 1 w formie bonusu, na rynku japońskim. Teksty oraz muzykę napisali wspólnie Tyler Connolly oraz Chad Kroeger. Utwór "The Last Song", powstał na długo przed założeniem zespołu. Jego pierwotna nazwa brzmiała "Theory of a Deadman". Podczas prac nad albumem, zespół postanowił zmienić nazwę piosenki, a samą nazwę wykorzystał do nazwania grupy. Płyta uzyskała status platynowej w Stanach Zjednoczonych.

## Lista utworów
| 1.  | "Invisible Man" (Ch.Kroeger / T.Connolly)                 | 2:41  |
|     |                                                           |       |
| 2.  | "Nothing Could Come Between Us" (Ch.Kroeger / T.Connolly) | 3:24  |
|     |                                                           |       |
| 3.  | "Make Up Your Mind" (Ch.Kroeger / T.Connolly)             | 4:03  |
|     |                                                           |       |
| 4.  | "Point to Prove" (Ch.Kroeger / T.Connolly)                | 3:38  |
|     |                                                           |       |
| 5.  | "Leg to Stand On" (Ch.Kroeger / T.Connolly)               | 3:26  |
|     |                                                           |       |
| 6.  | "What You Deserve" (Ch.Kroeger / T.Connolly)              | 4:00  |
|     |                                                           |       |
| 7.  | "The Last Song" (T.Connolly)                              | 4:27  |
|     |                                                           |       |
| 8.  | "Say I'm Sorry" (Ch.Kroeger / T.Connolly)                 | 3:18  |
|     |                                                           |       |
| 9.  | "Any Other Way" (Ch.Kroeger / T.Connolly)                 | 3:47  |
|     |                                                           |       |
| 10. | "Confession" (Ch.Kroeger / T.Connolly)                    | 3:57  |
|     | Bonus track (Japan edition)                               |       |
| 11. | "Above This " (Ch.Kroeger / T.Connolly)                   | 2:16  |
|     |                                                           |       |
|     |                                                           | 38:57 |
|     |                                                           |       |
(Kompozytorem wszystkich utworów jest Tyler Connolly oraz Chad Kroeger)

## Twórcy
Theory of a Deadman
- Tyler Connolly – śpiew, gitara prowadząca
- Dave Brenner – gitara rytmiczna, wokal wspierający
- Dean Back – gitara basowa
- Tim Hart – perkusja

Produkcja
- Nagrywany: Lipiec 2001 - Maj 2002 w Studio Green House w Vancouver,
- Producent muzyczny: Chad Kroeger, Joe Moi
- Realizator nagrań: Chad Kroeger
- Miks płyty: Randy Staub w Vancouver
- Mastering: George Marino w "Sterling Sound"
- Inżynier dźwięku: Chad Kroeger, Joe Moi
- Teksty piosenek: Chad Kroeger, Tyler Connolly
- Wytwórnia: Roadrunner, 604

## Status
- Stany Zjednoczone: Platynowa płyta